# Medición

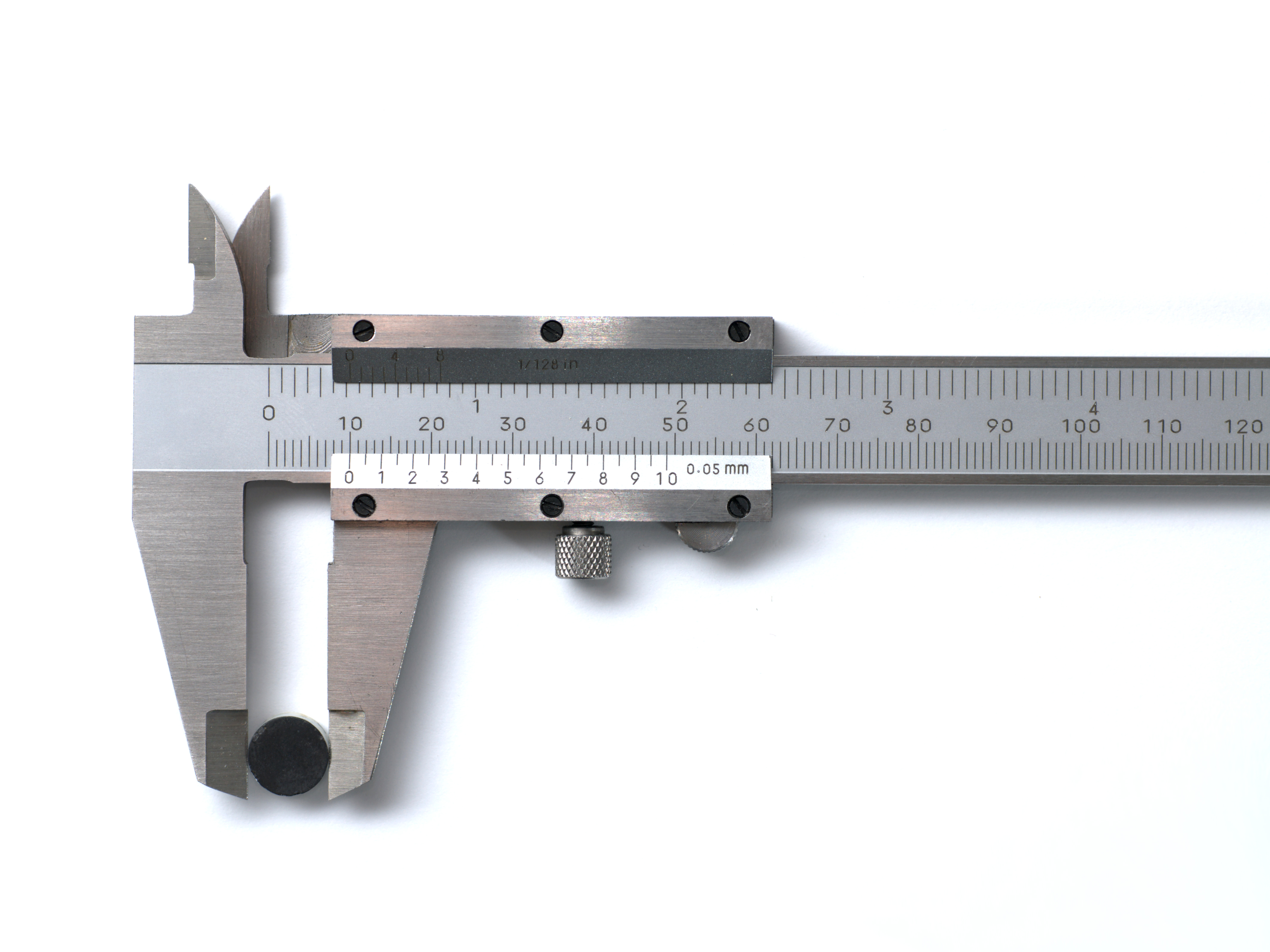
Medición (del diámetro) con un calibre.

La medición es un proceso básico de la ciencia que se basa en comparar una unidad de medida seleccionada con el objeto o fenómeno cuya magnitud física  se desea medir, para averiguar cuántas veces la unidad está contenida en esa magnitud.
También se define la medición de los atributos de un objeto o evento, que puede utilizarse para comparar con otros objetos o eventos. El alcance y la aplicación de la medición dependen del contexto y la disciplina. En las ciencias naturales y en la ingeniería, las mediciones no se aplican al propiedades nominales de los objetos o eventos, lo que es coherente con las directrices del Vocabulario internacional de metrología publicado por la Oficina Internacional de Pesas y Medidas. Sin embargo, en otros campos como la estadística, así como en las ciencias sociales y ciencias del comportamiento, las mediciones pueden tener múltiples niveles, que incluirían escalas nominales, ordinales, de intervalo y de razón.
La medición es una piedra angular del comercio, la ciencia, la tecnología y la investigación cuantitativa en muchas disciplinas. Históricamente, existían muchos  sistemas de medición para los variados campos de la existencia humana con el fin de facilitar las comparaciones en estos campos. A menudo se conseguían mediante acuerdos locales entre socios comerciales o colaboradores. A partir del siglo XVIII, los desarrollos progresaron hacia estándares unificados y ampliamente aceptados que dieron lugar al moderno Sistema Internacional de Unidades (SI). Este sistema reduce todas las medidas físicas a una combinación matemática de siete unidades básicas. La ciencia de la medición se desarrolla en el campo de la metrología.

## Proceso de medición
La tecnología convencional, modelizable mediante la mecánica clásica no plantea problemas serios para el proceso de medición. Así para algunos autores el proceso de medición requiere caracterizaciones relativamente simples como por ejemplo:
Definición 1. Una medición es un acto para determinar la magnitud de un objeto en cuanto a cantidad.[cita requerida]
Aunque caben definiciones más complejas y descriptivas del proceso de medición de una magnitud geométrica, como la siguiente definición:
Definición 2. Una medición es comparar la cantidad desconocida que queremos determinar y una cantidad conocida de la misma magnitud, que elegimos como unidad. Al resultado de medir se le denomina medida.
Los procesos de medición de magnitudes físicas que no son dimensiones geométricas entrañan algunas dificultades adicionales, relacionadas con la precisión y el efecto provocado sobre el sistema. Así cuando se mide alguna magnitud física se requiere en muchas ocasiones que el aparato de medición interfiera de alguna manera sobre el sistema físico en el que se debe medir algo o entre en contacto con dicho sistema. En esas situaciones se debe poner mucho cuidado, en evitar alterar seriamente el sistema observado. De acuerdo con la mecánica clásica no existe un límite teórico a la precisión o el grado de perturbación que dicha medida provocará sobre el sistema (esto contrasta seriamente con la mecánica cuántica o con ciertos experimentos en ciencias sociales donde el propio experimento de medición puede interferir en los sujetos participantes).
Por otro lado, no hemos de perder de vista que las medidas se realizan con algún tipo de error, debido a imperfecciones del instrumental o a limitaciones del medidor, errores experimentales, por eso, se ha de realizar la medida de forma que la alteración producida sea mucho menor que el error experimental que pueda cometerse. Por esa razón una magnitud medida se considera como una variable aleatoria, y se acepta que un proceso de medición es adecuado si la media estadística de dichas medidas converge hacia la media poblacional. En mecánica clásica las restricciones para el grado de precisión son siempre de carácter tecnológico o práctico, sin embargo, en mecánica cuántica existen límites teóricos para el grado de precisión que puede alcanzarse (véase principio de incertidumbre, teorema de Bell-Kochen-Specker).

### Medición directa
La medida o medición directa se obtiene con un instrumento de medida que compara la variable a medir con un patrón. Así, si se desea medir la longitud de un objeto, puede usarse un calibrador: se compara la longitud del objeto con la longitud del patrón marcado en el calibrador, haciéndose la comparación con la distancia. También, se da el caso con la medición de la frecuencia de un ventilador con un estroboscopio: la medición es la frecuencia del ventilador (número de vueltas por tiempo) frente a la frecuencia del estroboscopio (número de destellos por tiempo).

### Medición indirecta
No siempre es posible realizar una medida directa, porque existen variables que no se pueden medir por comparación directa, es por lo tanto con patrones de la misma naturaleza, o porque el valor a medir es muy grande o muy pequeño y depende de obstáculos de otra naturaleza, etc. Medición indirecta es aquella en la que una magnitud buscada se estima midiendo una o más magnitudes diferentes, y se calcula la magnitud buscada mediante cálculo a partir de la magnitud o magnitudes directamente medidas.
Ejemplo 1: Se quiere medir la temperatura de un litro de agua, pero no existe un medidor de comparación directa para ello. Así que se usa un termopar, del cual, al ingresar los alambres de metal al agua, se dilatan y dicha dilatación se convierte en una diferencia de potencial gracias a un transductor, que es función de la diferencia de temperatura. En síntesis, un instrumento de medición indirecta mide los efectos de la variable a medir en otra instancia física, cuyo cambio es análogo de alguna manera.
Ejemplo 2: Se desea medir las alturas de un edificio demasiado alto, dadas las dificultades de realizar la medición directamente, emplearemos un método indirecto. Colocaremos en las proximidades del edificio un objeto vertical, que sí podamos medir, así como su sombra. Mediremos también la longitud de la sombra del edificio. Dada la distancia del Sol a la tierra los rayos solares los podemos considerar paralelos, luego la relación de la sombra del objeto y su altura es la misma que la relación entre la sombra del edificio y la suya. Llamando:
- SOb: a la sombra del objeto.
- AOb: a la altura del objeto.
- SEd: a la sombra del edificio.
- AEd: a la altura del edificio.

{\displaystyle {\frac {S_{Ob}}{A_{Ob}}}={\frac {S_{Ed}}{A_{Ed}}}\,}, luego, {\displaystyle A_{Ed}={\frac {A_{Ob}S_{Ed}}{S_{Ob}}}\,}

Esto permite calcular la altura del edificio a partir de las medidas directas tomadas.

### Medidas reproducibles
Una medida reproducible es aquella que puede ser repetida y corroborada por diferentes experimentadores. Una medida reproducible por tanto requiere un proceso de medida o un ensayo no destructivo. Ejemplo: Si se mide cualquier número de veces un lado de un escritorio, siempre se obtiene el mismo resultado. Las medidas reproducibles son procedimientos no destructivos que además no producen una alteración importante en el sistema físico sujeto a medición.

## Tipos de errores
El origen de los errores de medición es muy diverso, pero pueden distinguirse los siguientes tipos. Respecto a la ocurrencia de dichos errores, se tiene:
- error sistemático
- error aleatorio

Respecto a la cuantificación de los errores, se tiene:
- error absoluto
- error relativo

### Errores sistemáticos
Los errores sistemáticos son aquellos que se repiten de manera conocida en varias realizaciones de una medida. Esta característica permite corregirlos a posteriori. Un ejemplo de error sistemático es el error del cero, en una báscula que, a pesar de estar en vacío, señala una masa no nula. Otro error que aparece en los sistemas GPS es el error debido a la dilatación del tiempo que, de acuerdo con la teoría de la relatividad general, sufren los relojes sobre la superficie de la Tierra con respecto a los relojes de los satélites.

### Errores aleatorios
Los errores aleatorios se producen de modo no regular, sin un patrón predefinido, variando en magnitud y sentido de forma aleatoria; son difíciles de prever, y dan lugar a la falta de calidad de la medición. Si bien no es posible corregir estos errores en los valores obtenidos, frecuentemente es posible establecer su distribución de probabilidad, que muchas veces es una distribución normal, y estimar el efecto probable del mismo, lo que permite establecer el margen de error debido a errores no sistemáticos.

### Error absoluto
Es la diferencia en valor absoluto entre el valor tomado y el valor medido como exacto. Puede ser positivo o negativo, según si la medida es superior al valor
real o inferior (la resta sale positiva o negativa) pero se expresa en valores absolutos. Tiene unidades las mismas que las de la medida calculadas en esta. Se lo representa con la sigla Ea.

### Error relativo
Es el cociente de la división entre el error absoluto y el valor exacto. Si se multiplica por 100, se obtiene el tanto por ciento (%) de error. Al igual que el error absoluto, este puede ser positivo o negativo (según lo sea el error absoluto) porque puede ser por exceso o por defecto, y  no tiene unidades.

### Cálculo del error por estadística descriptiva

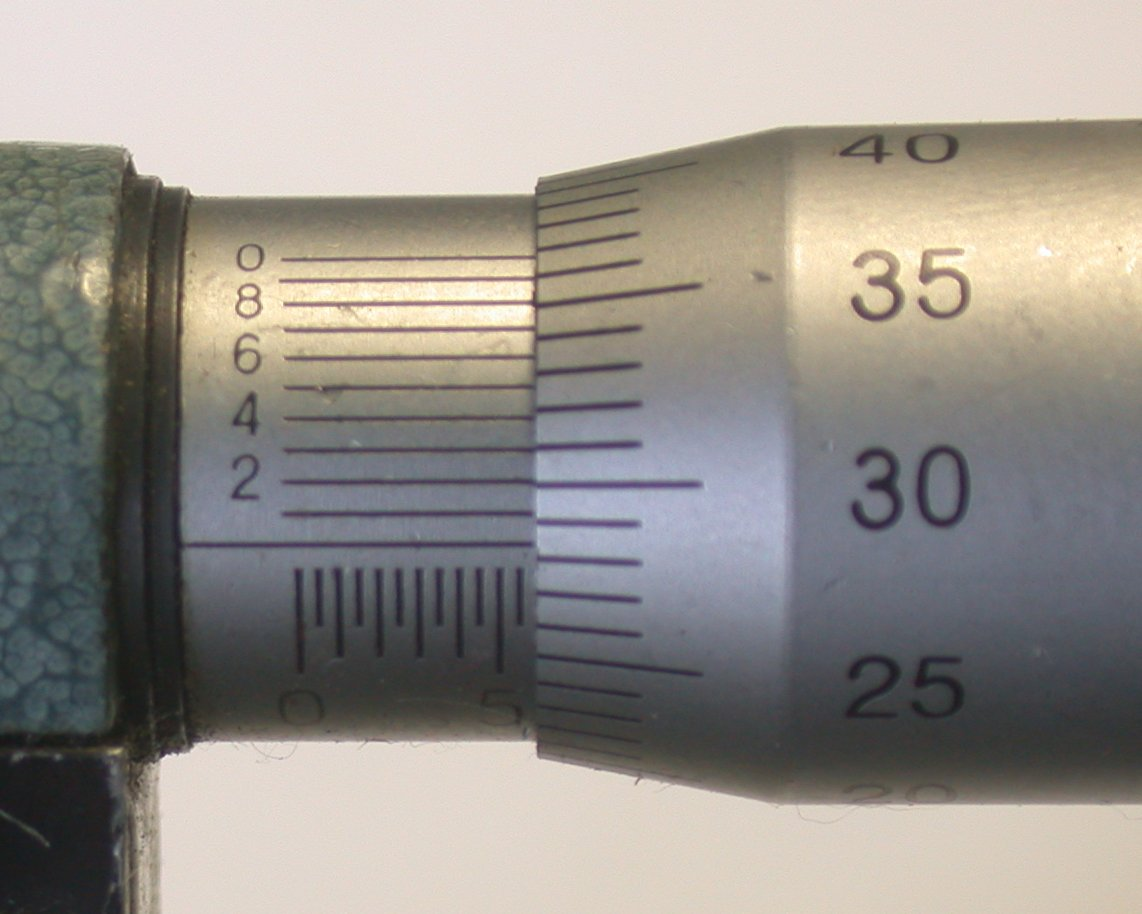
Nonio de un micrómetro, marcando la lectura 5,783 mm.

Una forma de calcular el error en una medida directa consiste en repetir numerosas veces la medida:

{\displaystyle {\begin{matrix}{\mbox{Caso}}&1&2&3&4\\{\mbox{Valor}}&12,50&12,23&12,42&12,36\end{matrix}}}

Si obtenemos siempre el mismo valor, es porque la apreciación del instrumento no es suficiente para manifestar los errores, si al repetir la medición obtenemos diferentes valores, la precisión del instrumento permite una apreciación mayor de los errores que estamos cometiendo.
En este caso, asignamos como valor de la medición la media aritmética de estas medidas y como error la desviación típica (la estándar) de estos valores.

{\displaystyle {\mbox{Valor medio}}={\frac {\sum _{i=1}^{n}({\mbox{Valor}}_{i})}{n}}}
{\displaystyle {\mbox{Error}}={\frac {\sum _{i=1}^{n}\mid ({\mbox{Valor}}_{i}-{\mbox{Valor medio}})\mid }{n}}}

### Errores en observaciones indirectas
Cuando el cálculo de una medición se hace indirectamente a partir de otras que ya conocemos, que tienen su propio margen de error, tendremos que calcular junto con el valor indirecto, que suele llamarse también valor derivado, el error de este, normalmente empleando el diferencial total. A la transmisión de errores de las magnitudes conocidas a las calculadas indirectamente se le suele llamar propagación de errores.
Partiendo de unas medidas directas y de los errores de esas medidas, y conociendo una ecuación por la que a partir de las medidas conocidas podemos calcular el valor de una medida indirecta, un método de cálculo del error de esta medida indirecta es el cálculo diferencial, equiparando los diferenciales a los errores de cada variable.
En el ejemplo de la altura del edificio, tenemos tres variables independientes: la sombra del edificio, la sombra del objeto y la altura del objeto, y una variable dependiente: la altura del edificio que calculamos mediante las otras tres y la ecuación que las relaciona, como ya se ha visto.
Ahora calculemos el error cometido en la altura del edificio; según todo lo anterior, la ecuación que tenemos es:

{\displaystyle A_{Ed}={\frac {A_{Ob}\;S_{Ed}}{S_{Ob}}}\,}

la derivada parcial de la ecuación respecto a la sombra del edificio se calcula considerando las otras variables como constantes, y tenemos:

{\displaystyle {\frac {\partial A_{Ed}}{\partial S_{Ed}}}={\frac {A_{Ob}}{S_{Ob}}}}

del mismo modo derivamos respecto a la sombra del objeto:

{\displaystyle {\frac {\partial A_{Ed}}{\partial S_{Ob}}}=-{\frac {A_{Ob}\;S_{Ed}}{S_{Ob}^{2}}}}

y por último respecto a la altura del objeto:

{\displaystyle {\frac {\partial A_{Ed}}{\partial A_{Ob}}}={\frac {S_{Ed}}{S_{Ob}}}}

La definición de diferencial es:

{\displaystyle df(x)=\sum _{i=1}^{n}{\frac {\partial f}{\partial x_{i}}}dx_{i}}

Que en nuestro caso será:

{\displaystyle dA_{Ed}={\frac {\partial A_{Ed}}{\partial S_{Ed}}}\;dS_{Ed}+{\frac {\partial A_{Ed}}{\partial S_{Ob}}}\;dS_{Ob}+{\frac {\partial A_{Ed}}{\partial A_{Ob}}}\;dA_{Ob}}

Sustituyendo sus valores:

{\displaystyle dA_{Ed}={\frac {A_{Ob}}{S_{Ob}}}\;dS_{Ed}+{\frac {A_{Ob}\;S_{Ed}}{S_{Ob}^{2}}}\;dSo+{\frac {S_{Ed}}{S_{Ob}}}\;dA_{Ob}}

Téngase en cuenta que todas las derivadas parciales se han tomado con signo positivo, dado que desconocemos el sentido del error que se pueda cometer durante la medición.
Donde:
{\displaystyle dA_{Ed}\,}: es el error que hemos cometido al calcular la altura del edificio.
{\displaystyle dS_{Ed}\,}: es el error de medida de la sombra del edificio.
{\displaystyle dA_{Ob}\,}: es el error de medida en la altura del objeto.
{\displaystyle dS_{Ob}\,}: es el error de medida en la sombra del objeto.

## Unidades de medida
Se conocen algunos sistemas convencionales para establecer las unidades de medida: el Sistema Internacional de Unidades y el Sistema Inglés de Unidades. Al patrón de medir se le llama también unidad de medida.
Debe cumplir estas condiciones:
- Ser inalterable, esto es, no ha de cambiar con el tiempo ni en función de quién realice la medida.
- Ser universal, es decir, ser utilizado por todos los países.
- Ser fácilmente reproducible puntos, es decir, reunir las unidades patrón que los científicos han estimado más convenientes. Se han creado los denominados sistemas de unidades.

Sistema Internacional ( S.I.). Este nombre se adoptó en el año 1960 en la XI Conferencia General de Pesos y Medidas, celebrada en París buscando en él un sistema universal, unificado y coherente que toma como Magnitudes fundamentales: Longitud, Masa, Tiempo, Intensidad de corriente eléctrica, Temperatura termodinámica, Cantidad de sustancia, Intensidad luminosa.
Toma además como magnitudes complementarias: ángulo plano y ángulo sólido.

## Teoría de la medición

### Enfoque clásico
En el enfoque clásico, muy común en las ciencias aplicadas, la medición es la determinación o estimación de razones entre cantidades, siendo frecuente la comparación de una magnitud con un patrón. En este enfoque la cantidad y la medida se definen mutuamente: los atributos cuantitativos son aquellos que es posible medir, al menos en principio. El concepto clásico de cantidad se remonta a John Wallis e Isaac Newton, que en parte fueron anticipados por Elementos de Euclides.

### Enfoque representacional
En el enfoque representacional, la medición se define como "la correlación entre números y entidades que no son números". La forma técnicamente más elaborada del enfoque representacional se conoce como medición conjunta aditiva. En esta versión del enfoque representacional, los números se asignan sobre la base de correspondencias o similitudes entre la estructura del sistema numérico y la estructura de los sistemas cualitativos. Una propiedad es cuantiativa si se pueden establecer esas similitudes estructurales entre números y comportamiento del hecho observado. En algunas formas más débiles de enfoque representativo, como en la noción implícita contenida en el trabajo de Stanley Smith Stevens, los números deben ser asignados de acuerdo a una regla preestablecida.
El concepto de medición a veces se malinterpreta simplemente como la asignación de un valor numérico, pero es posible asignar un valor numérico de una manera que no constituya una medición en términos de los requisitos de la "medición conjunta aditiva". Se podría asignar un valor a la altura de una persona, pero a menos que pueda establecerse que existe una correlación entre mediciones de altura y relaciones empíricas, dicha asginación no constituye una medición de acuerdo con la enfoque de la medición conjunta aditiva. De la misma manera, computar y asignar valores arbitrarios, como por ejemplo el "valor contable" de un activo en contabilidad, no constituye una medición porque no satisface los criterios necesarios.

### Teoría de la información
La teoría de la información reconoce que todos los datos son inexactos y de naturaleza estadística. Por tanto la definición de medición es: "Un conjunto de observaciones que reducen la incertidumbre, donde el resultado se expresa como cantidad" Esta definición se desprende de lo que, de hecho, los científicos hacen cuando miden algo e informan sobre la media y los parámetros estadísticos de precisión. En términos prácticos,  se empieza con una aproximación inicial como valor a una cantidad, y entonces, usando diversos métodos e instrumentos, se reduce la incertidumbre en el valor. Nótese que en este enfoque, a diferencia de la teoría representacional positivista, toda medición conlleva incertidumbre, así que en lugar de asignar un valor, se asigna un intervalo posible a cada medición. Esto implica también que no hay una distinción clara entre estimación y medición.

### Mecánica cuántica
En mecánica cuántica, una medición es una acción que determina una propiedad particular (posición, momento lineal, energía, etc) de un sistema cuántico. Antes de que se haga la medición, un sistema cuántico se caracteriza por un espectro o rango de valores posibles como resultado de la medición, donde la probabilidad de obtener alguno de dichos valores está determinada por la función de onda del sistema. Cuando se realiza propiamente la medición, la función de onda del sistema cuántico experimenta un colapso de la función de onda hacia un valor, o subconjunto de valores del espectro inicial, de manera aleatoria. Es precisamente aquí donde aparece la aleatoriedad de la mecánica cuántica, sólo en el caso particular de que el espectro inicial conste de un único valor, el proceso de medición será determinista. Además el sistema tras la medida habrá quedado alterado para siempre, por lo que no será posible en general repetir la medida. Las ambigüedades y problemas a los que esta propiedad de la medición cuántica conlleva se conoce como las interpretaciones de la mecánica cuántica, y muchos teóricos lo consideran uno de los problemas no resueltos de la física, que tiene un papel fundamental en mecánica cuántica.

## Medios de medida

### Tamaños estándar

#### Longitud
Una " regla " es una herramienta utilizada en geometría, dibujo técnico y similares para medir distancias o dibujar líneas rectas. Estrictamente hablando, una T es el instrumento que se utiliza para trazar líneas y el instrumento diseñado para determinar las medidas se llama "regla". Se utilizan muchas formas diferentes de instrumentos flexibles para determinar longitudes, como la cinta métrica de carpintero, la cinta métrica utilizada por los sastres, la cinta métrica retráctil utilizada por los trabajadores de la construcción, calibradores ,  etc.
En contextos especiales, se utilizan otros instrumentos de medición de longitud. A escala microscópica, la perfilometría láser permite medir un perfil con una precisión de unas pocas decenas de nanómetros. En una escala "humana", se pueden utilizar telémetros .

#### Tiempo
Las herramientas de medición más comunes para medir el tiempo son los relojes, para períodos más cortos que el día, y el calendario para períodos más largos. Los relojes vienen en géneros más o menos exóticos que van desde relojes hasta Reloj Long Now. Pueden ser accionados por muchos mecanismos, como el péndulo, por ejemplo. También existe una gran variedad de calendarios, por ejemplo el calendario lunar y el calendario solar, aunque el más utilizado es el calendario gregoriano.
El cronómetro (marítimo) es una herramienta de medición del tiempo lo suficientemente precisa como para usarse como un estándar de tiempo portátil, generalmente utilizado para la determinación de longitudes a través de la navegación astronómica.
El tipo de instrumento de medición del tiempo más preciso es el reloj atómico. Se compara con instrumentos más antiguos y rudimentarios, como el reloj de arena, el reloj de sol o la clepsidra.

#### Masa
Una báscula de masa (no de peso ) es un punto de referencia para medir la masa de un cuerpo. Aparte de las herramientas digitales, la mejor forma de medir la masa es utilizando una balanza. En su forma convencional, esta clase de instrumentos de medición compara la muestra, colocada en una bandeja (de medición) y suspendida de un extremo de una viga, el otro sosteniendo una bandeja suspendida (de referencia) en la que se coloca una masa estándar (o una combinación de masas estándar). Para proceder con la medición de la masa del objeto colocado en el plato, se añaden masas (comúnmente, pero de manera inapropiada, llamadas "pesos") al plato de referencia hasta que el haz esté igualmente equilibrado (mecánico) como sea posible. Una forma menos precisa de realizar una medición de masa basada en la deformación de un resorte calibrado que se deforma linealmente en función de la masa soportada.

#### Temperatura
La temperatura es una magnitud física medida con un termómetro y estudiada en termometría. En la vida cotidiana, está ligado a las sensaciones de frío y calor, resultado de la transferencia térmica entre el cuerpo humano y su entorno. En física, se define de varias maneras: como una función creciente del grado de agitación térmica de las partículas (en la teoría cinética de los gases), por el equilibrio de las transferencias de calor entre varios sistemas o por la entropía (en termodinámica y en física estadística). La temperatura es una variable importante en otras disciplinas: meteorología y climatología, medicina y química.
La escala de temperatura más popular es la de grados Celsius, en la que el hielo (formado a partir de agua) se derrite a 0 °C y el agua hierve a unos 100 °C en condiciones de presión estándar. En los países que utilizan el sistema imperial unidades (Imperial), se utilizan el grado Fahrenheit cuando el hielo se derrite a 32 °F y el agua hierve a 212 °F. La unidad del Sistema Internacional de Unidades (SI), de uso científico y definida a partir del cero absoluto, es el de Kelvin, cuya graduación es idéntica a la de grados Celsius.
En la siguiente tabla de doble entrada se pueden calcular fácilmente los grados en cualquier escala a partir de cualquier otra.
| A partir de :                          | Kelvin                                         | Celsius                                      | Fahrenheit                                     | Rankine                                         | Réaumur                                       |
| -------------------------------------- | ---------------------------------------------- | -------------------------------------------- | ---------------------------------------------- | ----------------------------------------------- | --------------------------------------------- |
| {\displaystyle T_{\text{Kelvin}}=}     | {\displaystyle T_{K}}                          | {\displaystyle T_{C}+273{,}15}               | {\displaystyle {\frac {5}{9}}(T_{F}+459{,}67)} | {\displaystyle {\frac {5}{9}}T_{Ra}}            | {\displaystyle {\frac {5}{4}}T_{Re}+273{,}15} |
| {\displaystyle T_{\text{Celsius}}=}    | {\displaystyle T_{K}-273{,}15}                 | {\displaystyle T_{C}}                        | {\displaystyle {\frac {5}{9}}(T_{F}-32)}       | {\displaystyle {\frac {5}{9}}(T_{Ra}-491{,}67)} | {\displaystyle {\frac {5}{4}}T_{Re}}          |
| {\displaystyle T_{\text{Fahrenheit}}=} | {\displaystyle {\frac {9}{5}}T_{K}-459{,}67}   | {\displaystyle {\frac {9}{5}}T_{C}+32}       | {\displaystyle T_{F}}                          | {\displaystyle T_{Ra}-459{,}67}                 | {\displaystyle {\frac {9}{5}}T_{Re}+32}       |
| {\displaystyle T_{\text{Rankine}}=}    | {\displaystyle {\frac {9}{5}}T_{K}}            | {\displaystyle {\frac {9}{5}}T_{C}+491{,}67} | {\displaystyle T_{F}+459{,}67}                 | {\displaystyle T_{Ra}}                          | {\displaystyle {\frac {9}{5}}T_{Re}+491{,}67} |
| {\displaystyle T_{\text{Réaumur}}=}    | {\displaystyle {\frac {4}{5}}(T_{K}-273{,}15)} | {\displaystyle {\frac {4}{5}}T_{C}}          | {\displaystyle {\frac {4}{9}}(T_{F}-32)}       | {\displaystyle {\frac {4}{9}}(T_{Ra}-491{,}67)} | {\displaystyle T_{Re}}                        |

#### Intensidad eléctrica
Una corriente eléctrica es un movimiento de todos los portadores de cargas eléctricas, generalmente electrones, dentro de un material conductor. Estos movimientos son impuestos por la acción de la fuerza electromagnética, cuya interacción con la materia es la base de la electricidad.
La intensidad de la corriente eléctrica (a veces denominada "amperaje" 3, 4, 5, 6) es un número que describe el flujo de carga eléctrica a través de una superficie determinada, en particular la sección de un cable eléctrico:
{\displaystyle i(t)={\frac {\mathrm {d} q(t)}{\mathrm {d} t}}}.
donde:

{\displaystyle i} es la intensidad de la corriente;
{\displaystyle q} es la carga eléctrica ;
{\displaystyle t}  es el tiempo.
En el Sistema Internacional de Unidades, el amperaje se mide en amperios, una unidad básica con el símbolo A.
Un amperio corresponde a una tasa de carga de un culombio por segundo.
La corriente se mide mediante un amperímetro que debe conectarse en serie en el circuito.

#### Radiometría y fotometría
| Valor fotometrico   | Símbolo                   | Unidad SI (símbolo) | Valor radiométrico      | Símbolo                   | Unidad SI (símbolo)   | Dimensión |
| ------------------- | ------------------------- | ------------------- | ----------------------- | ------------------------- | --------------------- | --------- |
| Energía lumínica    | {\displaystyle Q_{v}}     | lumen por segundo   | Energía radiante        | {\displaystyle Q_{e}}     | julio                 | M L2 T−2  |
| Flujo luminoso      | {\displaystyle \phi _{v}} | lumen               | Flujo radiante          | {\displaystyle \phi _{e}} | watt                  | M L2 T−3  |
| Intensidad luminosa | {\displaystyle I_{v}}     | candela             | Intensidad radiante     | {\displaystyle I_{e}}     | watt por steradian    | M L2 T−3  |
| Luminancia          | {\displaystyle L_{v}}     | candela por m       | Luminancia energética]] | {\displaystyle L_{e}}     | watt por m² stéradian | M T−3     |
| Iluminancia         | {\displaystyle E_{v}}     | lux                 | Iluminancia energética  | {\displaystyle E_{e}}     | watt por m²           | M T−3     |
| Emisión luminosa    | {\displaystyle M_{v}}     | lux o lumen por m²) | Emitancia               | {\displaystyle M_{e}}     | watt por m²           | M T−3     |
| Exposición luminosa | {\displaystyle H_{v}}     | lux por segundo     | Exposición              | {\displaystyle H_{e}}     | joule par m²          | M T−2     |